# Ranunculus roessleri
Ranunculus roessleri är en ranunkelväxtart som beskrevs av E. Borchers-kolb. Ranunculus roessleri ingår i släktet ranunkler, och familjen ranunkelväxter. Inga underarter finns listade i Catalogue of Life.